# Евгений (Романов)
Епископ Евгений (в миру Емилиан Романов; нач. 1750-х — 1811) — епископ Русской православной церкви, епископ Костромской.

## Биография
Родился в начале 1750-х годов, по одним сведениям — в семье причетника, а по другим — в семье священника Новгородской епархии, «Воцкой пятины, Луцкого Погоста, выставки Егорьевской».
Навыки чтения, письма и Закона Божия получил от своих родителей и к 12 годам (возраст поступления в семинарию) был готов к дальнейшему обучению; 22 декабря 1765 года поступил в Новгородскую семинарию.
После окончания семинарии несколько лет был учителем; 24 июня 1776 года пострижен в монашество с именем Евгений. Преподавал иеродиаконом закон Божий в Сухопутном шляхетном кадетском корпусе в Санкт-Петербурге.
В 1784 года был назначен учителем Олонецкой духовной семинарии.
В 1785 года переведён учителем Владимирской духовной семинарии.
С 1786 года — префект семинарии и игумен Боголюбского монастыря.
25 апреля 1789 года был назначен настоятелем Волоколамского Иосифова монастыря, а в декабре того же года возведён в сан архимандрита Цареконстантиновского монастыря Владимирской епархии. занял пост ректора Суздальской семинарии.
С 1794 года — ректор Ярославской духовной семинарии и настоятель Ростовского Борисоглебского монастыря.
С 1795 года — настоятель Новоторжского Борисоглебского монастыря.
С 1 марта 1798 года — ректор Тверской духовной семинарии; 13 января 1799 года назначен архимандритом Калязинского Троицкого монастыря.
Митрополитом московским Платоном в московском Успенском соборе 4 марта 1800 года был хиротонисан во епископа Костромского и Галицкого.
В сентябре 1803 года основал в Галиче духовное училище; 13 декабря 1808 года награждён орденом Святой Анны 1-й степени.
Скончался 9 (21) декабря 1811 года. По духовному завещанию был погребён в Богословском храме слободы Ипатьевского монастыря.